# Frickenhausen
Frickenhausen là một thị xã ở huyện Esslingen trong bang Baden-Württemberg nước Đức. Đô thị Frickenhausen có diện tích 11,35 km².